# A koszorúslányok bosszúja
A koszorúslányok bosszúja (eredeti cím: Revenge of the Bridesmaids) 2010-ben bemutatott egész estés amerikai televíziós film, amelyet James Hayman rendezett. A zenéjét Danny Lux szerezte. A Von Zerneck Sertner Films készítette, az ABC Family forgalmazta.
Amerikában 2010. július 18-án mutatták be a televízióban.

## Szereplők
| Szereplő           | Színész              | Magyar hang       |
| ------------------ | -------------------- | ----------------- |
| Abigail Scanlon    | Raven-Symoné         | Köves Dóra        |
| Caitlyn McNabb     | Virginia Williams    | Gáspár Kata       |
| Parker Wald        | JoAnna Garcia        | Nemes Takách Kata |
| Olivia McNabb      | Beth Broderick       | Csere Ágnes       |
| Henry Kent hadnagy | David Clayton Rogers | Endrédi Máté      |

További magyar hangok: Czető Zsanett, Fekete Zoltán, Kis-Kovács Luca, Kökényessy Ági,  Menszátor Magdolna, Molnár Ilona